# دوریان (نویسنده)
دوریان (ارمنی: Դօրիան؛  زادهٔ ۲۷ اوت ۱۹۸۸) نثرنویس، شاعر و وبلاگ‌نویس اهل ارمنستان است.

## زندگی‌نامه
وی با نام اصلی گریگور مواردیان (ارمنی: Գրիգոր Մուրադյան) در ۲۷ اوت ۱۹۸۸ در ایروان به دنیا آمد . 